# Sepp Bildstein
Josef „Sepp“ Bildstein (* 12. Februar 1891 in Bregenz; † 14. Mai 1970 in Schruns) war ein österreichischer Skipionier. Er war erfolgreicher Skispringer und Nordischer Kombinierer, entwickelte die erste Sicherheitsbindung und gilt als Pionier im Liftbau.

## Werdegang
Sepp Bildstein kam als Schüler des Bregenzer Skipioniers Viktor Sohm schon früh zum Skisport und war im Jahr 1906 zusammen mit seinem Bruder Albert maßgeblich an der Gründung des Bregenzer Skiclubs „Ippa-Hoh“ beteiligt. Im Alter von 15 Jahren schloss er sich auch einem Ruderverein an und war bei mehreren Regatten als Steuermann im Einsatz. Zudem war er später auch als Bergsteiger aktiv. Nach seiner Matura im Jahr 1910 studierte Bildstein zunächst an der Technischen Universität Graz und später in Wien. Er schloss mit dem Titel Diplomingenieur ab und erhielt 1967 das goldene Ingenieurdiplom. Während seines Studiums in Graz war er oft auf der damals größten Skisprungschanze Österreichs in Bad Aussee zu Gast und widmete sich wieder intensiver dem Skispringen. Am 20. Februar 1911 stellte er auf dieser Schanze mit einem Sprung auf 41 Meter einen neuen mitteleuropäischen Weitenrekord auf und übertraf damit die normalerweise dort gesprungenen Weiten um zehn Meter. Die inzwischen historische Schanze in Bad Aussee erhielt später nach ihm den Namen Bildstein-Bakken. Nach dieser Leistung wurde er im selben Jahr als erster Österreicher zum Skispringen am Holmenkollen in Oslo entsandt, erreichte dort aber keine vordere Platzierung. Nachdem Bildstein in den Vorjahren bereits Vorarlberger und Tiroler Landesmeister war, gewann er 1913 erstmals die Österreichische Meisterschaft im „Zusammengesetzten Lauf“, der Nordischen Kombination aus Skilanglauf und Skispringen, und wurde 1914 auch Akademischer Meister von Österreich. Im selben Jahr verbesserte er am Semmering den österreichischen Weitenrekord auf 43 Meter. Im Winter 1913/14 hielt er in Bad Aussee einen Kurs für Skispringer ab. Nach einer Zwangspause während des Ersten Weltkrieges nahm Sepp Bildstein in den 1920er-Jahren wieder an Wettkämpfen teil. 1921 wurde er zum jeweils zweiten Mal Österreichischer Meister im Zusammengesetzten Lauf und Akademischer Meister von Österreich. Er verbesserte noch mehrmals den österreichischen Skisprungrekord, 1923 am Semmering zunächst auf 44 und kurz darauf auf 47 Meter und 1924 in Bad Hofgastein auf 50 Meter. Seine persönliche Bestweite erzielte er 1926 in Pontresina mit einem Sprung auf 56 Meter.
Nach einem Beinbruch, den Bildstein bei einem Springen in Graz erlitten hatte, entwickelte er die erste Sicherheitsbindung, die 1925 als Bildstein-Federstrammer-Bindung patentiert wurde. Nach seiner aktiven Karriere übersiedelte er Ende der 1920er-Jahre nach Deutschland und arbeitete bei Daimler-Benz. Er soll maßgeblich am Design des BMW 315/1 beteiligt gewesen sein. Bei der Österreichischen Flugzeugfabrik Oeffag in Wiener Neustadt war er zeitweise als Flugzeugbauer beschäftigt und bei den Steyr-Werken als Automobilkonstrukteur. 1947 kehrte er endgültig nach Vorarlberg zurück.
Mit dem Skisport blieb er durch den Bau mehrerer Liftanlagen eng verbunden. 1937 plante und errichtete er mit Emil Doppelmayr vom 1892 gegründeten Unternehmen Doppelmayr den ersten Schlepplift Österreichs in Zürs am Arlberg. Später war er als Geschäftsführer der Betreibergesellschaft noch für den Bau von über 15 Liften im Großraum Lech/Zürs verantwortlich. Ein Teil dieser Anlagen bildet den Weißen Ring, eine 22 Kilometer lange Skirunde im Skigebiet Lech/Zürs, als dessen Initiator Bildstein gilt. 1962 wurde ihm von Bundespräsidenten Adolf Schärf der Berufstitel Technischer Rat verliehen. Seine Tochter, Adelheid Schneider-Bildstein und sein Enkel, Michael Manhart, führen bis heute das von ihm gegründete Unternehmen am Arlberg weiter.

## Film
Technikgeschichte aus dem Südwesten, Folge: Der Skilift SWR.